# Lázár Ervin
Lázár Ervin (Budapest, 1936. május 5. – Budapest, 2006. december 22.) Kossuth- és József Attila-díjas magyar író, elbeszélő, meseíró, a Digitális Irodalmi Akadémia alapító tagja.

## Élete

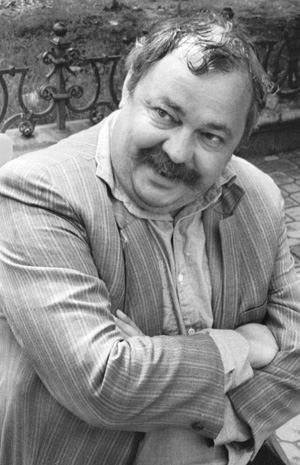
Vörösmarty téren (Budapest, 1989. június 2.)

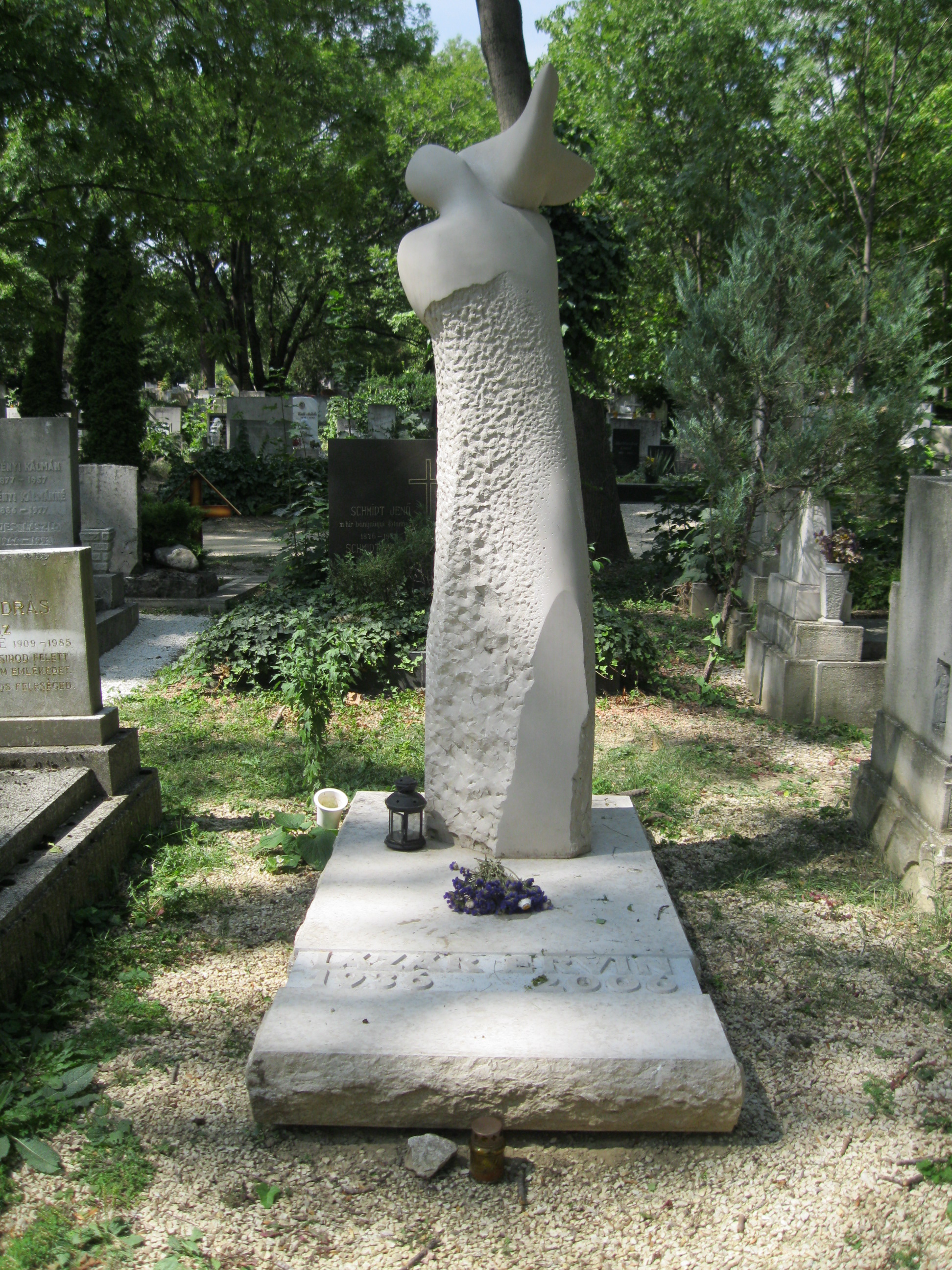
Sírja Budapesten a Farkasréti temetőben7/6-1-88. Alkotó: Csíkszentmihályi Róbert, 2009

A Tolna vármegyei Alsó-Rácegrespusztán nevelkedett, a családja 1951-ig élt itt. Apja, Lázár István, uradalmi intéző volt, édesanyja Pentz Etelka. Felsőrácegresre járt át iskolába, majd Sárszentlőrincre. Tízéves korában a székesfehérvári Ciszterci Szent István Gimnáziumba íratták, de amikor 1948-ban államosították az iskolát, egy idős tanár magántanítványa lett, Sárszentlőrincen.
1950 októberétől Szekszárdra járt középiskolába, a Garay János Gimnáziumba. Ide apja származása miatt nem akarták felvenni, egy élsportoló rokona közbenjárására sikerült mégis. Szüleit, akik a földosztással szegényebbek lettek, mint a környék lakói, mégis osztályidegennek számítottak, 1951-ben kitették a szolgálati lakásból. Tüskéspusztára költöztek.
1954-ben érettségizett. Ezután a budapesti Eötvös Loránd Tudományegyetem Bölcsészkarára járt. „Akkoriban jött a Nagy Imre-féle könnyítés, ennek hullámain eljutottam az egyetemre. Tulajdonképpen már ekkor éreztem, hogy a rosszakaróimnak sok jót köszönhetek. Amikor a felvételinél lapozgattak a bizonyítványomban, ott állt egy színjeles bizonyítvány, amelyben szerepelt, hogy magatartás tűrhető, kettes. Rákérdeztek, hogy ennek mi az oka, én pedig elmeséltem” – emlékezett vissza.
1959. február 1-jétől az Esti Pécsi Napló újságírója volt. 1961-ben megszerezte a magyartanári diplomát.
Az újságnál 1963-ig maradt: utána a Dunántúli Napló és – Tüskés Tibor segítségével – a Jelenkor irodalmi folyóirat munkatársa lett. 1965-ben Budapestre költözött, itt az Élet és Irodalomnál helyezkedett el tördelőszerkesztőként. 1971-től 1989-ig szabadfoglalkozású író volt.
A Magyar Fórum alapító tagja (1989. október 1.), s a lapnál egy szűk évig főmunkatárs volt. A következő években a Magyar Napló, a Pesti Hírlap és a Magyar Nemzet munkatársa; 1992-től a Hitel olvasószerkesztője volt.
A Magyar Újságírók Országos Szövetségének tagja (1991–1994) és a Magyar Írószövetség tagja volt (1969-től).

## Magánélete
Felesége Vathy Zsuzsa írónő volt, gyermekeik: Fruzsina (magyar–földrajz szakos középiskolai tanárnő), Zsigmond (jogász).
Első, házasságon kívül született gyermeke Lázár Zsófia, aki az ELTE BTK angol–olasz szakán végzett, édesanyja Király Erzsébet irodalomtörténész.
Hetvenévesen, 2006. december 22-én hunyt el Budapesten.

## Művészete
Valójában Lázár Ervin életművének jelentős hányadáról elmondható, hogy meseszerű, de az is, hogy ott van benne a mágikus, mitikus (…) Szövegvilágában a valóság és a fantasztikum szinte megérintik egymást.
A leginkább meséiről ismert író első novellája a Jelenkorban jelent meg 1958-ban. Írásaihoz az inspirációt javarészt gyermekkorából merítette. Írásai jellegéből fakad, hogy szövegeit gyakran feldolgozták színházi, filmes adaptációk és rádiójátékok formájában, illetve ő maga is írt hangjátékokat. Műveinek nyelvezete egyéni és játékos. Jellegzetes hangvételű meséi mind a gyermekek, mind pedig a felnőttek körében népszerűségnek örvendettek, örvendenek. Az 1964-ben megjelent A kisfiú meg az oroszlánok című kötetét Réber László illusztrálta, aki ekkortól kezdve az íróval rendszeresen együttműködött. Egyetlen regénye az 1971-es A fehér tigris. Meseregényéért, az 1979-es Berzsián és Didekiért 1982-ben nemzetközi Andersen-diplomával tüntették ki. Ó be szép az élet, s minden más madár című hangjátéka elnyerte szerzőjének a Magyar Rádió 1986. évi kishangjáték-pályázatának első díját.

## Művei
- A kisfiú meg az oroszlánok. Meseregény; Móra, Bp., 1964
- Csonkacsütörtök. Elbeszélések; Szépirodalmi, Bp., 1966
- Egy lapát szén Nellikének (1969)
- A nagyravágyó feketerigó; szöveg Lázár Ervin, rajz Réber László; Móra, Bp., 1969
- A fehér tigris (regény, 1971)
- Buddha szomorú (1973)
- A Hétfejű Tündér (mesék, 1973)
- Öregapó madarai; szöveg Lázár Ervin, rajz Balogh Péter; Móra, Bp., 1974 (Bölcs bagoly)
- Bikfi-bukfenc-bukferenc; Móra, Bp., 1976
- Menjünk Bergengóciába! Műsorok általános iskolásoknak; szerk. Mezei Éva, rendezői utószó Bükkösdi László; NPI, Bp., 1977 (Színjátszók kiskönyvtára)
- Berzsián és Dideki (mesék, 1979)
- Gyere haza, Mikkamakka!; Móra, Bp., 1980
- A Masoko Köztársaság; Kozmosz Könyvek, Bp., 1981
- Szegény Dzsoni és Árnika (mese, 1981)
- Povero Gioni e Arnica /Szegény Dzsoni és Árnika/ (mese, olaszra ford. Gaetano Minuta); Città Nuova Editrice, 1984
- A Négyszögletű Kerek Erdő (gyermekregény, 1985)
- Tuvudsz ivígy?; ill. Kecskeméti Kálmán; Szépirodalmi, Bp., 1987
- December tábornok; ill. Tettamanti Béla; IPV, Bp., 1988
- Bab Berci kalandjai (gyermekregény, 1989)
- A Franka cirkusz (hangjátékok, 1990)
- Lovak, kutyák, madarak. Történetek állatokról; ill. Dolnik Miklós; Vario, Bp., 1990
- Lázár Ervin–Varga Domokos: Olvasókönyv. Magyar nyelv és irodalom. Általános iskola 3. osztály; Tankönyvkiadó, Bp., 1992
- A manógyár; ill. Faltis Alexandra; Századvég, Bp., 1993
- Hét szeretőm. Válogatott novellák; vál., szerk. Domokos Mátyás; Osiris-Századvég, Bp., 1994 (Osiris-Századvég könyvtár. Irodalom)
- Lázár Ervin–Varga Domokos: Olvasókönyv az általános iskola 4. osztálya számára; Nemzeti Tankönyvkiadó, Bp., 1994
- A hétfejű tündér; 5. bőv. kiad.; Osiris, Bp., 1995
- A Négyszögletű Kerek Erdő; 2. jav. kiad.; Osiris, Bp., 1995
- Csillagmajor; Osiris, Bp., 1996 (Osiris könyvtár. Irodalom)
- Kisangyal; Osiris, Bp., 1997 (Osiris könyvtár. Irodalom)
- Hapci király (mesék, 1998)
- Lehel kürtje (mesék, 1999)
- Eredeti üzenet; Művészetek Háza, Pécs, 2000 + CD
- A fázóművész; Kárpáti Tibor, Szeged, 2001
- Az aranyifjítószóló madár. Ámi Lajos meséi; átdolg. Lázár Ervin; Osiris, Bp., 2001
- A manógyár; 2., új mesékkel bőv. kiad.; Osiris, Bp., 2002
- Tüskés varabin. Állattörténetek; Osiris, Bp., 2003
- Les mains dans le goudron /Szurkos kezek/ (mesék, franciára ford. Anikó Sebestény); Editions Szkarabeusz; Bp., 2005
- Magyar mondák; Osiris, Bp., 2005
- Csillagmajor; 2. bőv. kiad.; Osiris, Bp., 2005 (Lázár Ervin munkái)
- Lázár Zsófia–Lázár Ervin: Bogármese; Sanoma Media, Bp., 2006 (Nők lapja műhely)
- Napló; szerk., jegyz. Ács Margit; Osiris, Bp., 2007
- A kalapba zárt lány; Osiris, Bp., 2008
- Sebő–Lázár Ervin: Erdei dalnokverseny; Helikon, Bp., 2008 (Hangzó Helikon) + CD
- A másik télapó; Helikon, Bp., 2013
- Bikfi-bukfenc-bukferenc; Móra, Bp., 2013 (A Négyszögletű Kerek Erdő)
- Dömdö-dömdö-dömdödöm; Móra, Bp., 2014 (A Négyszögletű Kerek Erdő)
- Foci; Móra, Bp., 2014
- Gyere haza, Mikkamakka!; Móra, Bp., 2014 (A Négyszögletű Kerek Erdő)
- A Nyúl mint tolmács; Móra, Bp., 2014
- A fába szorult hernyó; Móra, Bp., 2015
- Lázár Ervin; vál. Vathy Zsuzsa, Komáromi Gabriella, szerk. Komáromi Gabriella; Napkút–PIM, Bp., 2015 (Hang-kép-írás) + CD
- The devil's horseshoe and other stories (Csillagmajor); angolra ford. Judith Sollosy; Corvina, Bp., 2015
- A bolond kútásó. Válogatott novellák; vál., szerk., utószó Komáromi Gabriella; Helikon, Bp., 2016 (Helikon zsebkönyvek)
- A valóság íze. Kötetben eddig meg nem jelent írások; gyűjt. Urbán László, szerk. Gacsályi József; Illyés Gyula Megyei Könyvtár, Szekszárd, 2016
- A legkisebb boszorkány; Móra, Bp., 2016
- A nagyravágyó feketerigó; ill. Réber László; 3. felújított kiad.; Móra, Bp., 2016
- A mese szeretet. Kötetben eddig meg nem jelent írások II.; szerk. Urbán László; Illyés Gyula Megyei Könyvtár, Szekszárd, 2017
- Százpettyes katica. Mesék, mesenovellák, kiadatlan írások; Móra, Bp., 2019
- Játék álarcban. Összegyűjtött novellák, 1957–1968; Helikon, Bp., 2019 (Lázár Ervin művei. Novellák)
- The Square Around Forest (A Négyszögletű Kerek Erdő); angolra ford. Andrew C. Rouse; Móra, Bp., 2021[4][5][6]

### Egyéb
- Fejér Zsolt: Mikkamakka és a többiek. Szövegfeldolgozó munkafüzet Lázár Ervin meséje alapján; Mozaik Oktatási Stúdió, Szeged, 1994
- Várhidi Attila: Játsszunk színházat! Dramatizált népmesék, Lázár Ervin-, Móra Ferenc-mesék, sulikomédiák gyermekszínjátszó rendezőknek, pedagógusoknak és bábosoknak; Tóth Könyvkereskedés, Debrecen, 1999 (Szín-játék-tár)
- Kiss Andrea: A hazudós egér. Lázár Ervin azonos című műve alapján; összeáll., szerk. Pajor Zsófia; Csorba Győző Könyvtár, Pécs, 2017 (Könyvtármozi füzetek)
- Horváth Mária: Vacskamati virágja. Lázár Ervin azonos című műve alapján; összeáll., szerk. Pajor Zsófia; Csorba Győző Könyvtár, Pécs, 2017 (Könyvtármozi füzetek)
- Horváth Mária: Szörnyeteg Lajos, jaj de álmos. Lázár Ervin azonos című műve alapján; összeáll., szerk. Kárpáti Szlávna; Csorba Győző Könyvtár, Pécs, 2019 (Könyvtármozi füzetek)

## Filmográfia
- A kisfiú meg az oroszlánok (tévéfilm, 1979)
- Mikkamakka, gyere haza! (tévéfilm, 1982)
- Szegény Dzsoni és Árnika (magyar film, 1983)
- Doktor Minorka Vidor nagy napja (a film tanácsadója, 1987)
- Angyal utca 13. (rövid történet, 1996)
- A bűvész (rövid történet, 1996)
- A hétfejű tündér (mesefilm, 1999)
- A porcelánbaba (három elbeszélés filmváltozata, 2005-ben készült Gárdos Péter rendezésében.[7]
- Le Mulot menteur (rövid történet, 2008)
- A négyszögletű kerek erdő 4 részes mesejáték
- A négyszögletű kerek erdő rajzfilmsorozat Horváth Mária rendezésében
- Bab Berci kalandjai (animációs sorozat, 2023)

## Hangjátékai
- A fájós fogú oroszlán (1974)
- Gyere haza Mikkamakka! (1975)
- Nők, parasztudvaron (1975)
- Krimi (1977)
- A hazudós egér (1977)
- Zsebrádiószínház – A hangg (1979)
- Rendhagyó baleset (1979)
- Capriccio (1980)
- Berzsián költő mennydörgős mennykövei (1981)
- Szegény Dzsoni és Árnika (1981)
- Lenn a kútban (1983)
- Ó be szép az élet, s minden más madár (1987)
- Utazás a vörös lovon (1989)
- A legkisebb boszorkány (1990)

## Díjai
- József Attila-díj (1974)
- A Művészeti Alap Irodalmi Díja (1980)
- Állami Ifjúsági Díj (1981)
- Andersen-diploma (1982)
- Év Könyve jutalom (1986)
- Déry Tibor-díj (1990)
- Év Gyermekkönyve díj (1990)
- Soros-életműdíj (1990)
- MSZOSZ-díj (1995)
- Kossuth-díj (1996)
- Pro Literatura díj (1999)
- Ferencvárosért emlékérem (1999)
- Prima Primissima díj (2005)
- Ferencváros díszpolgára (2006)

## Emlékezete

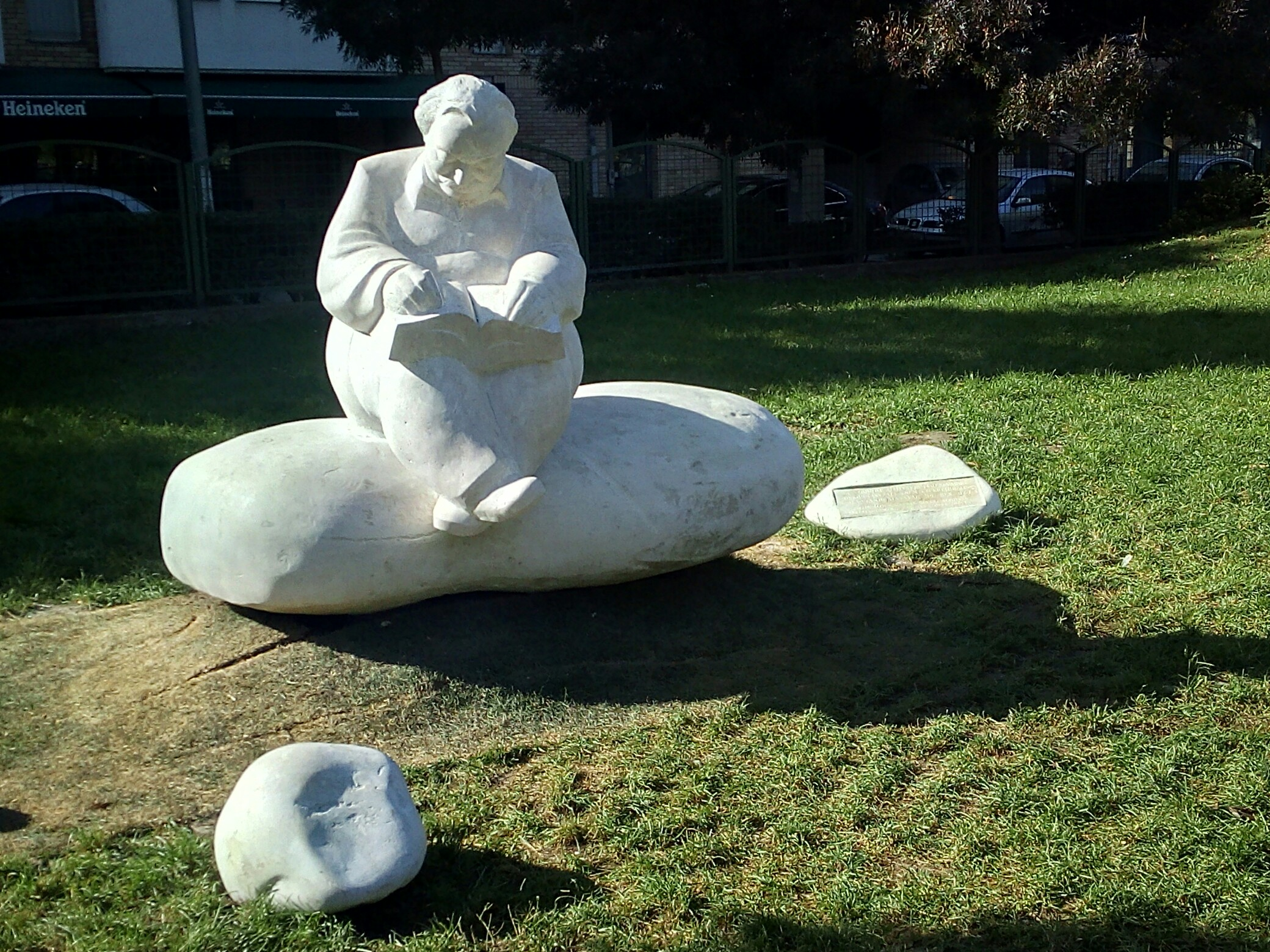
Lázár Ervin szobra (Budapest, Kerekerdő park, 2017)

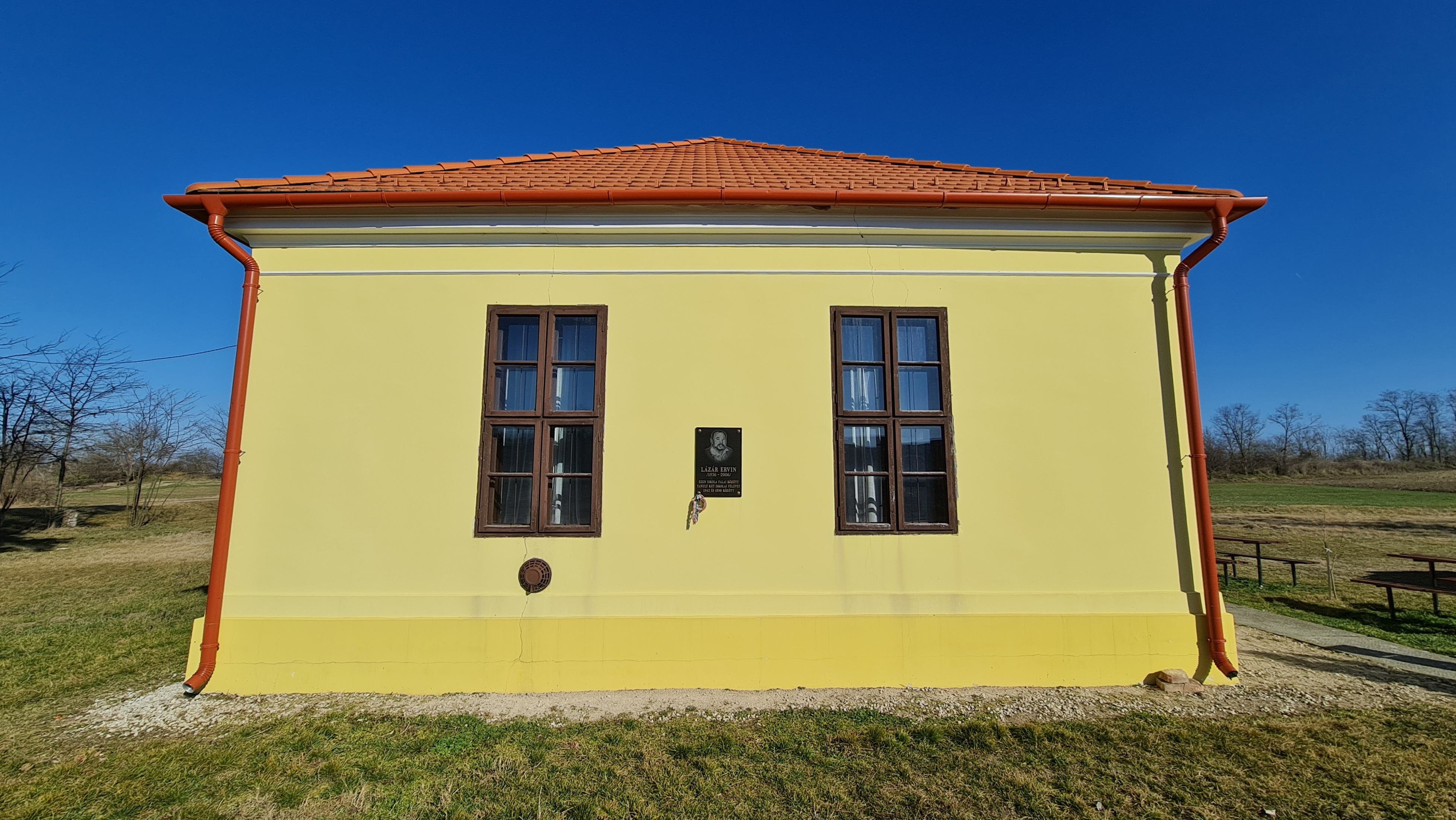
Lázár Ervin emléktáblája egykori iskolája falán, ma iskolamúzeum Rácegresen

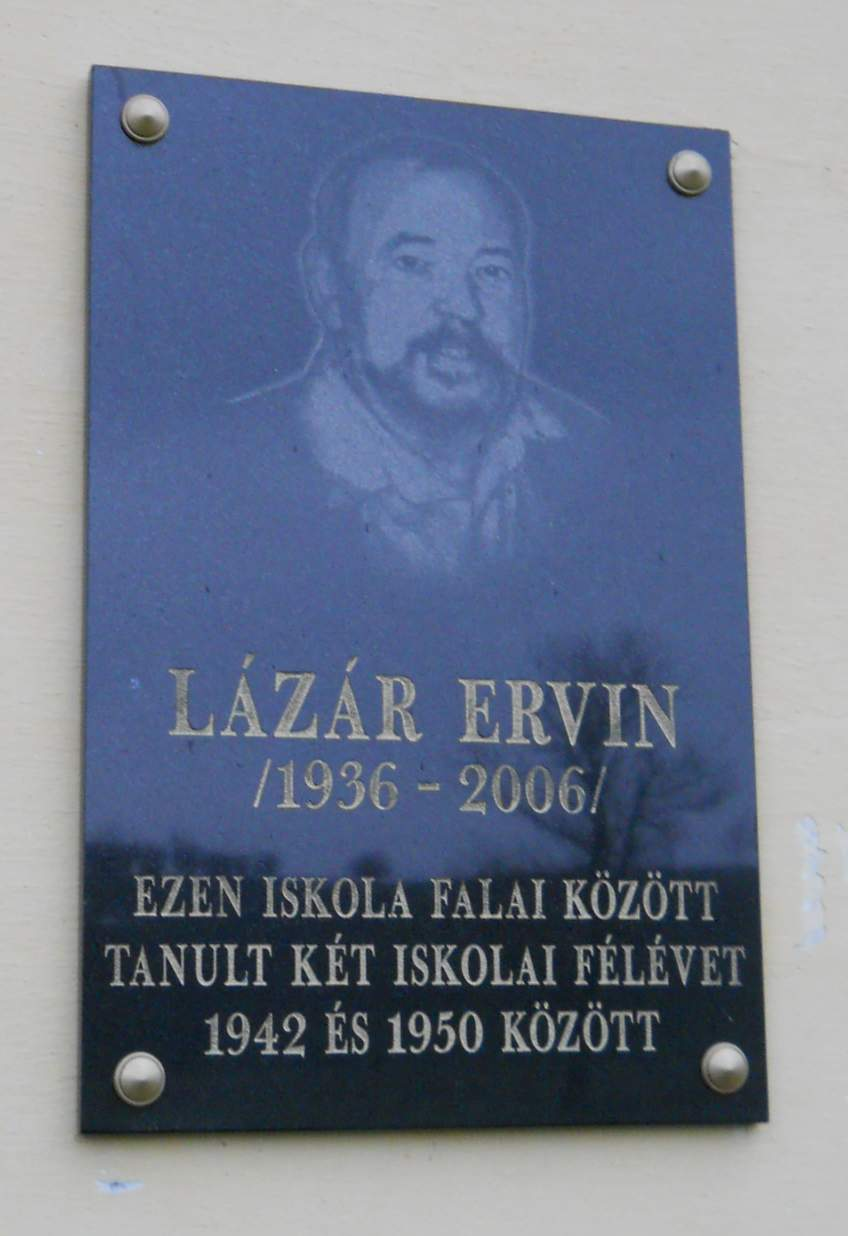
Az emléktábla

- Lázár Ervin januárja Archiválva 2011. augusztus 6-i dátummal a Wayback Machine-ben

## Származása
| Lázár Ervin (Budapest, 1936. május 5. – Budapest, 2006. december 22.) író, elbeszélő, meseíró | Apja: Lázár István (Pálfa, 1905. május 10. – ) uradalmi ügyintéző ref. | Apai nagyapja: Lázár István (Pálfa, 1883. március 7. – ) ev.             | Apai nagyapai dédapja: Lázár István pálfai gazda ev. (szülei: Lázár István és Pleck Julianna)                                              |
| Lázár Ervin (Budapest, 1936. május 5. – Budapest, 2006. december 22.) író, elbeszélő, meseíró | Apja: Lázár István (Pálfa, 1905. május 10. – ) uradalmi ügyintéző ref. | Apai nagyapja: Lázár István (Pálfa, 1883. március 7. – ) ev.             | Apai nagyapai dédanyja: Kis Julianna (Kajdacs – Sárszentlőrinc, 1925. április 30.) ev. (szülei: Kis Pál és Gyalog Julianna)                |
| Lázár Ervin (Budapest, 1936. május 5. – Budapest, 2006. december 22.) író, elbeszélő, meseíró | Apja: Lázár István (Pálfa, 1905. május 10. – ) uradalmi ügyintéző ref. | Apai nagyanyja: Mányoki Erzsébet (Pálfa, 1883. október 23. – 1912.) ref. | Apai nagyanyai dédapja: Mányoki István (Pálfa, 1861. március 7. – Pálfa, 1942. június 2.) ref. (szülei: Mányoki István és Kovács Erzsébet) |
| Lázár Ervin (Budapest, 1936. május 5. – Budapest, 2006. december 22.) író, elbeszélő, meseíró | Apja: Lázár István (Pálfa, 1905. május 10. – ) uradalmi ügyintéző ref. | Apai nagyanyja: Mányoki Erzsébet (Pálfa, 1883. október 23. – 1912.) ref. | Apai nagyanyai dédanyja: Porteleki Julianna (Pálfa, 1866. – Pálfa, 1949. május 2.) ref. (szülei: Porteleki József és Nagy Zsuzsanna)       |
| Lázár Ervin (Budapest, 1936. május 5. – Budapest, 2006. december 22.) író, elbeszélő, meseíró | Anyja: Pentz Etelka                                                    | Anyai nagyapja:                                                          | Anyai nagyapai dédapja: |
| Lázár Ervin (Budapest, 1936. május 5. – Budapest, 2006. december 22.) író, elbeszélő, meseíró | Anyja: Pentz Etelka                                                    | Anyai nagyapja:                                                          | Anyai nagyapai dédanyja: |
| Lázár Ervin (Budapest, 1936. május 5. – Budapest, 2006. december 22.) író, elbeszélő, meseíró | Anyja: Pentz Etelka                                                    | Anyai nagyanyja:                                                         | Anyai nagyanyai dédapja: |
| Lázár Ervin (Budapest, 1936. május 5. – Budapest, 2006. december 22.) író, elbeszélő, meseíró | Anyja: Pentz Etelka                                                    | Anyai nagyanyja:                                                         | Anyai nagyanyai dédanyja: |